# Palais Glacier
Palais Glacier är en glaciär i Antarktis. Den ligger i Östantarktis. Nya Zeeland gör anspråk på området. Palais Glacier ligger 1 502 meter över havet.
Terrängen runt Palais Glacier är lite bergig. Trakten är obefolkad. Det finns inga samhällen i närheten. 